# Buceaci
Buceaci (în ucraineană Бучач) este orașul raional de reședință al raionului Buceaci din regiunea Ternopil, Ucraina. În afara localității principale, nu cuprinde și alte sate.

## Demografie
Componența lingvistică a orașului Buceaci
     Ucraineană (99,29%)
     Alte limbi (0,67%)
Conform recensământului din 2001, majoritatea populației orașului Buceaci era vorbitoare de ucraineană (99,29%), existând în minoritate și vorbitori de alte limbi.

## Personalități născute aici
- Șmuel Iosef Agnon (1887 - 1887), scriitor israelian, laureat cu Premiul Nobel pentru Literatură;
- Simon Wiesenthal (1908 - 2005), activist evreu austriac.